# Bogdănești (gmina Tomșani)
Bogdănești – wieś w Rumunii, w okręgu Vâlcea, w gminie Tomșani. W 2011 roku liczyła 704 mieszkańców.